# E.o. plauen
e.o. plauen, vero nome Erich Ohser (Untergettengrün, 18 marzo 1903 – Berlino, 6 aprile 1944), è stato un disegnatore e fumettista tedesco, noto soprattutto per il suo fumetto Vater und Sohn.

## Biografia
(E,O,Plauen, pseudonimo di Erich Ohser)

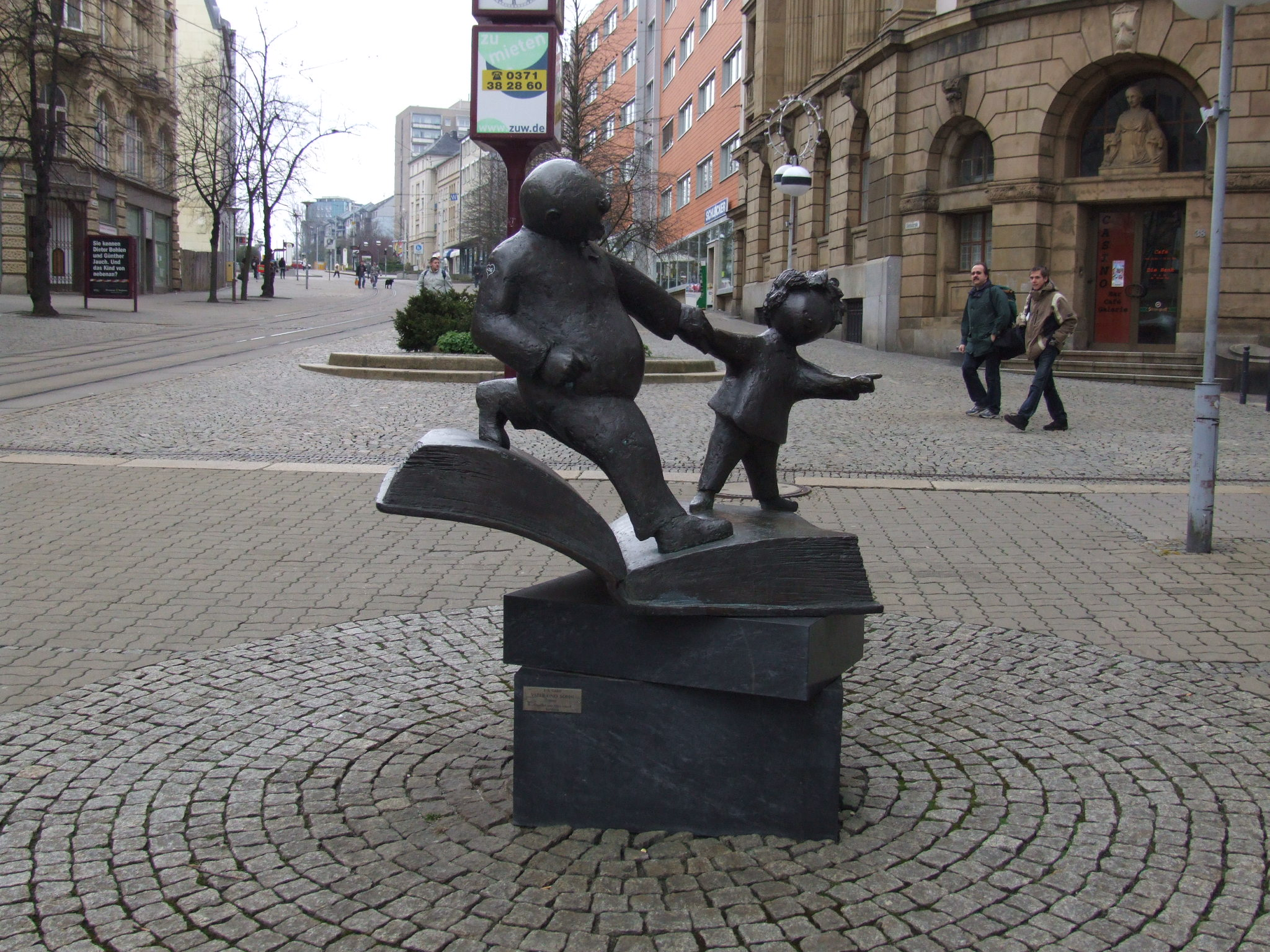
Statua di "Vater und Sohn" a Plauen

Quando Erich Ohser aveva quattro anni, la sua famiglia si trasferì a Plauen.
Lì concluse con successo un tirocinio come fabbro; quindi studiò, contro il volere dei genitori, dal 1921 al 1926 a Lipsia all'accademia statale di arte grafica ed editoria. A tempo perso lavorò al giornale Neue Leipziger Zeitung, dove conobbe il redattore Erich Knauf e di Erich Kästner. Cominciò così l'amicizia "der drei Erichs" ("dei tre Erich").
Dopo gli studi Ohser divenne rapidamente noto come illustratore di libri (tra gli altri illustrò il volume di poesie di Kästner) e come caricaturista (ad esempio sul Vorwärts, giornale del partito SPD)
In particolare le sue caricature di Hitler e Goebbels gli attirarono l'odio dei nazionalsocialisti.
Con Kästner andò in viaggio a Parigi, Mosca e Leningrado (dove maturò il suo rifiuto nei confronti del comunismo). Nel 1930 si sposò con la sua compagna di studi Marigard Bantzer, e da lì a poco nacque il figlio Christian.
La presa del potere da parte dei nazisti significò la fine dell'attività di disegnatore politico di Ohser. La sua richiesta di iscrizione nella Reichspressekammer (Camera della stampa del Reich), l'organo cui obbligatoriamente ora dovevano essere affiliati coloro che lavoravano nell'editoria, venne rifiutata, il che equivaleva a un divieto ad esercitare la professione. Da lì in poi dovette così provvedere alla famiglia sua moglie.

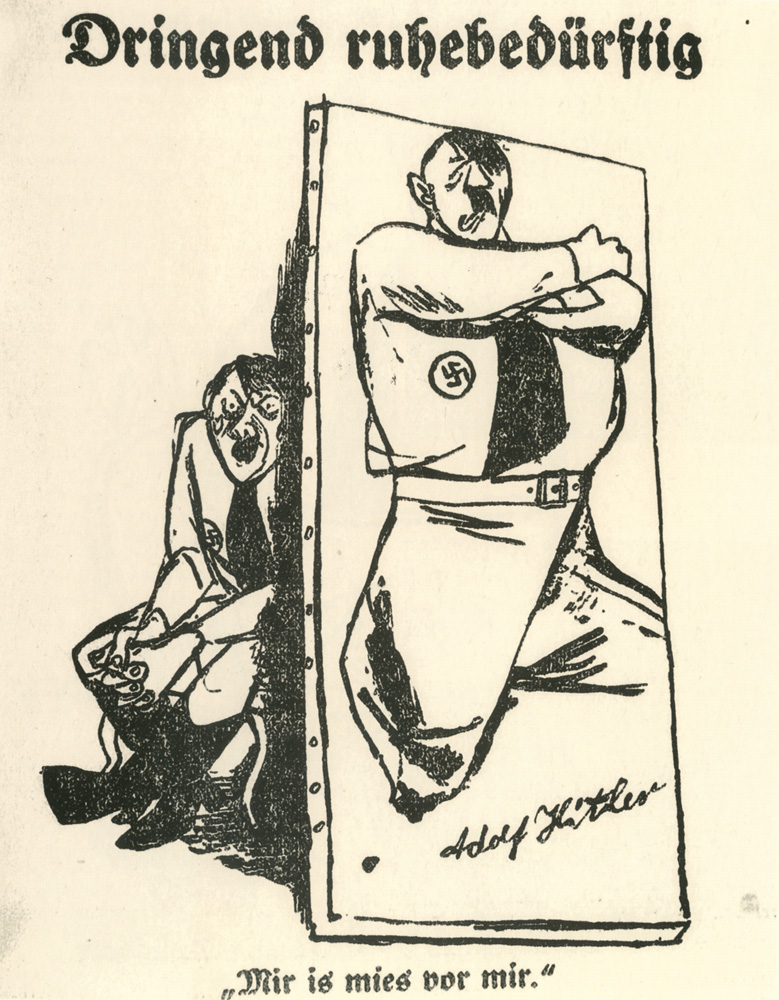
Erich Ohser, Hitler che si sente male con se stesso in una caricatura pubblicata sul Vorwärts nel 1932

Alla fine del 1934 venne assunto dal Berliner Illustrirten Zeitung, che cercava un'idea per un fumetto simile al Topolino di Walt Disney, e si presentò con un abbozzo di Vater und Sohn. A Ohser fu proibito di pubblicare con il suo vero nome, così si firmò con lo pseudonimo di e. o. plauen, cioè le sue iniziali e il nome della città natale; inoltre, dovette accettare la condizione di non trattare argomenti politici.
Nel dicembre uscì il primo libro di storie di Vater und Sohn, che da allora apparvero per i successivi tre anni settimanalmente.
La casa editrice pubblicò anche tre libri di opere, che riscossero tutte grande successo.
A seguito di ciò, Erich Ohser ebbe di nuovo il permesso di lavorare e divenne quindi nel 1940 collaboratore del periodico mensile Das Reich, il quale, a differenza del resto della stampa nazista, si dava un tono liberale e comprendeva fra le sue firme anche voci critiche e non iscritti al NSDAP.
Qui divenne famoso come caricaturista e particolarmente riuscita fu ritenuta la sua caricatura di Stalin.
Nella casa cinematografica Deutschen Zeichentrickfilm GmbH, fondata da Goebbels nel 1942, e.o. plauen lavorò assieme a Manfred Schmidt, inventore del personaggio di Nick Knatterton, al cortometraggio d'animazione Armer Hansi, uscito nel 1944 al cinema. È la storia del canarino Hansi che vola via dalla sua gabbia in cerca di fortuna. Ma qui, di fronte ai pericoli del mondo esterno, torna pentito alla sua vita da prigioniero, ma felice.
L'avversione di Ohser contro il regime non poté infine essere ancora nascosta. Il 28 marzo 1944 venne arrestato insieme al suo amico Erich Knauf, dopo che un coinquilino di Ohser li tradì.
Il processo davanti al Tribunale del Popolo (Volksgerichtshof) sarebbe dovuto iniziare il 6 aprile, presieduto da Roland Freisler. Ohser preferì il suicidio tramite impiccamento, mentre Knauf venne giustiziato a maggio.
Le strisce di Vater und Sohn sono le più conosciute produzioni di Ohser e trattano di un padre (Vater) e del suo piccolo e vivace figlio (Sohn), i quali affrontano i problemi del quotidiano e a volte vivono anche grandi avventure. I fumetti divennero presto popolari e noti anche al di fuori della Germania.
Il museo Wilhelm Busch organizzò ad Hannover nel 1962 una mostra di tutte le sue opere.

## Opere
- Erich Ohser/e.o.plauen. Politische Karikaturen, Zeichnungen, Illustrationen und alle Bildgeschichten „Vater und Sohn“ (Gesamtausgabe). Südverlag, Konstanz 2000, ISBN 978-3-87800-037-2 (mit Bibliographie)
- Vater und Sohn. Sämtliche Streiche und Abenteuer (Schmuckausgabe). Südverlag, Konstanz 2003, ISBN 978-3-87800-042-6
- Vater und Sohn. Band 1. Südverlag, Konstanz 1999, ISBN 978-3-87800-001-3
- Vater und Sohn. Band 2. Südverlag, Konstanz 2000, ISBN 978-3-87800-002-0
- Vater und Sohn. Band 3. Südverlag, Konstanz 1999, ISBN 978-3-87800-003-7
- Die schönsten Geschichten von Vater und Sohn. Sammelband. Ravensburger Buchverlag, ISBN 3-473-54240-7
- Erich Kästner, Herz auf Taille, Zeichnungen von Erich Ohser, Leipzig, Kurt Weller 1928. Neuausgabe: Zürich, Atrium 1985, ISBN 3-85535-905-9.
- Erich Kästner, Ein Mann gibt Auskunft, Zeichnungen von Erich Ohser, Berlin, Deutsche Verlagsanstalt 1930. Neuausgabe: Zürich, Atrium 1985, ISBN 3-85535-907-5.
- Erich Kästner, Gesang zwischen den Stühlen, Zeichnungen von Erich Ohser, Berlin, Deutsche Verlagsanstalt 1932. Neuausgabe: Zürich, Atrium 1985, ISBN 3-85535-908-3.

## Edizioni italiane
- Padre e figlio. Una storia a disegni, prefazione di Gianni Brunoro, Fiorenzo Albani Editore, Bologna 2021, ISBN 978-8895833149.